# Cene Prevc
Cene Prevc (Kranj, 12. ožujka 1996.), slovenski skijaš skakač

## Karijera
Dolazi iz velike obitelji i najmađi je od petero djece. Mlađi je brat Petera i stariji brat Domena Prevca. Osim njih ima dvije mlađe sestre. Nika Prevc jedna je od najuspješnijih žena u skijaškim skokovima. Član SK Triglav Kranj. Osobni rekord mu je skijaški let od 199 metara koji je postigao 19. ožujka 2015. godine.
U Kontinentalnom pokalu prvi je put na postolje došao 9. rujna 2012. kad je u Lillehammerju osvojio drugo mjesto. Sezone 2013./14. u istom natjecanju še je tri puta popeo es na postolje. 
18. veljače 2013. u pojedinačnoj konkurenciji pobijedio je na Olimpijskom festivalu europske mladeži (EYOF) u Braşovu s ukupno osvojenim 261 bodom. Ovom je pobjedom nastavio stazom brata Petra koji je također pobijedio na EYOF-u 2009. godine. Zlato je osvojio i u momčadskoj konkurenciji na istom festivalu. Na Svjetskom juniorskom prvenstvu 2013. u Liberecu osvojio je sa Slovenijom zlato u momčadskoj konkurenciji. S njim su skakali Anže Semenič, Ernest Prišlič i Jaka Hvala. 1. kolovoza 2014. prvi je put pobijedio na kontinentalnom pokalu na natjecanju u poljskoj Wisłi.
U Svjetskom kupu debitirao je 21. ožujka 2014. na Planici, na Bloudkovoj velikanci i osvojio prve bodove 16. mjestom. Sezone 2013./14. bio je ukupno 70., 2014./15. bio je ukupno 59., 2015./16. bez plasmana, a 2016./17. je trenutno 33. mjesto. Najbolji plasman na nekom natjecanju u Svjetskom kupu ostvario je u Oberstdorfu 30. prosinca 2016. s 8. mjestom. Na Turneji četiri skakaonice bio je 24.

## Vanjske poveznice
- Cene Prevc, Međunarodna skijaška federacija